# Campionato georgiano di calcio a 5
Il Campionato di calcio a 5 della Georgia, attualmente denominato Mikasa League, è la massima competizione georgiana di calcio a 5 organizzata dalla Federazione calcistica della Georgia.
Il campionato georgiano si disputa regolarmente ogni stagione dal 1994, dalla stagione 2006/2007 è sponsorizzato dall'azienda di articoli sportivi Mikasa ed ha ridotto il numero di partecipanti ad una élite di quattro squadre. Pur cambiando formula, il campionato ha visto ugualmente dominare i capitolini dell'Iberia Tbilisi che con il settimo titolo conquistato nel 2008 sono diventati la squadra più titolata di Georgia, scavalcando il Baasi Bagdadi comparso dopo la stagione 2001/2002
In Georgia non si è ancora disputata nessuna edizione della Coppa Nazionale.

## Albo d'oro
| Stagione  | Campionato             | Coppa                            |
| --------- | ---------------------- | -------------------------------- |
| 1994-1995 | Vake Tbilisi           | Non disputata                    |
| 1995-1996 | Baasi Bagdadi          | Non disputata                    |
| 1996-1997 | Baasi Bagdadi          | Non disputata                    |
| 1997-1998 | Baasi Bagdadi          | Non disputata                    |
| 1998-1999 | Baasi Bagdadi          | Non disputata                    |
| 1999-2000 | Baasi Bagdadi          | Non disputata                    |
| 2000-2001 | Baasi Bagdadi          | Non disputata                    |
| 2001-2002 | Iberia Tbilisi         | Non disputata                    |
| 2002-2003 | Iberia Tbilisi         | Non disputata                    |
| 2003-2004 | Iberia Tbilisi         | Iberia Tbilisi                   |
| 2004-2005 | Iberia Tbilisi         | Iberia Tbilisi                   |
| 2005-2006 | Iberia Tbilisi         | Iberia Tbilisi                   |
| 2006-2007 | Iberia Tbilisi         | Non disputata                    |
| 2007-2008 | Iberia Tbilisi         | Non disputata                    |
| 2008-2009 | Iberia Tbilisi         | Non disputata                    |
| 2009-2010 | Iberia Star            | Iberia Star                      |
| 2010-2011 | Iberia Star            | Iberia Star                      |
| 2011-2012 | Iberia Star            | Tbilisi SU                       |
| 2012-2013 | Iberia Star            | Non disputata                    |
| 2013-2014 | Iberia Star            | Iberia Star                      |
| 2014-2015 | Georgians Tbilisi      | Non disputata                    |
| 2015-2016 | Tbilisi SU             | Tatishvili                       |
| 2016-2017 | Georgians Tbilisi      | PSP                              |
| 2017-2018 | Tatishvili             | PSP                              |
| 2018-2019 | Georgians Tbilisi      | Tbilisi SU                       |
| 2019-2020 | Tbilisi SU             | annullata per causa del COVID-19 |
| 2020-2021 | Caucasus IU (KSU- CIU) | Ilia State University (ISU)      |
| 2021-2022 | Georgians Tbilisi      | Georgians Tbilisi                |
| 2022-2023 | Georgians Tbilisi      | Esercito                         |
| 2023-2024 | Georgians Tbilisi      | Georgians Tbilisi                |

## Vittorie per club

### Campionato
| Titoli | Squadra           | Anni                                                                         |
| ------ | ----------------- | ---------------------------------------------------------------------------- |
| 13     | Iberia Star       | 2002, 2003, 2004, 2005, 2006, 2007, 2008, 2009, 2010, 2011, 2012, 2013, 2014 |
| 6      | Baasi Bagdadi     | 1996, 1997, 1998, 1999, 2000, 2001                                           |
| 6      | Georgians Tbilisi | 2015, 2017, 2019, 2022, 2023, 2024                                           |
| 2      | Tbilisi SU        | 2016, 2020                                                                   |
| 1      | Vake Tbilisi      | 1995                                                                         |
| 1      | Tatishvili        | 2018                                                                         |
| 1      | CIU               | 2021                                                                         |

### Coppa
| Titoli | Squadra                     | Anni                               |
| ------ | --------------------------- | ---------------------------------- |
| 6      | Iberia Star                 | 2004, 2005, 2006, 2010, 2011, 2014 |
| 2      | Tbilisi SU                  | 2012, 2019                         |
| 2      | PSP                         | 2017, 2018                         |
| 2      | Georgians Tbilisi           | 2022, 2024                         |
| 1      | Tatishvili                  | 2016                               |
| 1      | Ilia State University (ISU) | 2021                               |
| 1      | Esercito                    | 2023                               |